# Quantian

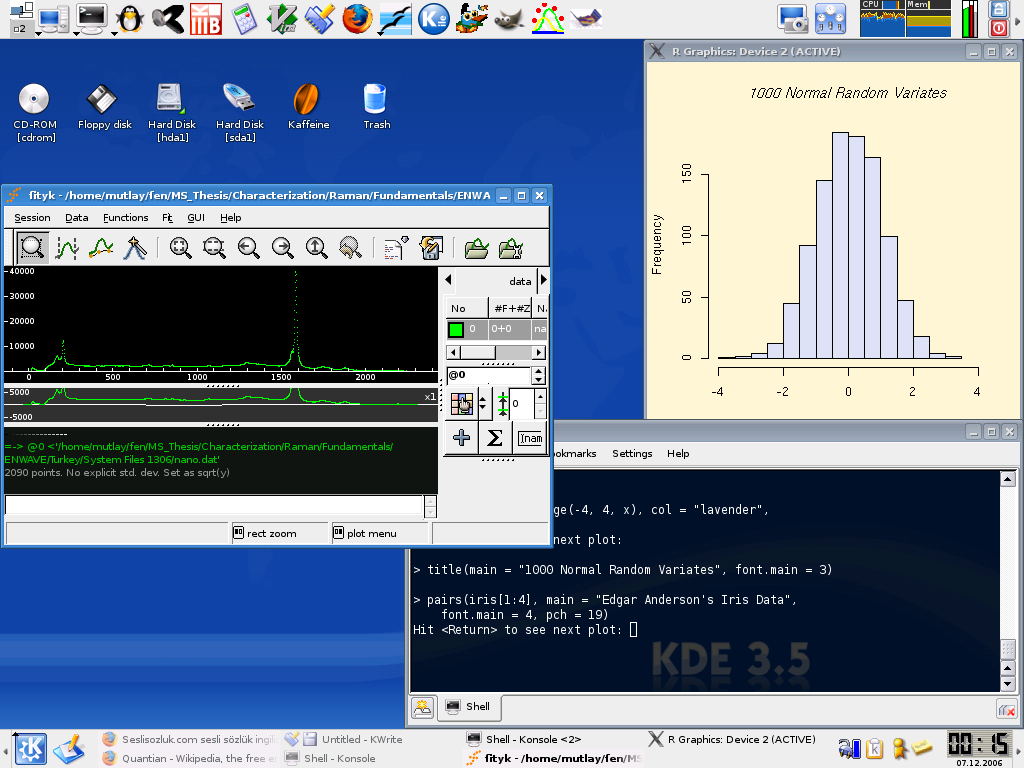
Interfejs użytkownika

Quantian – dystrybucja Linuksa oparta na Knoppiksie i przeznaczoną do obliczeń numerycznych.
Zawiera ponad 500 MB oprogramowania naukowego, w tym Octave, Maxima, OpenDX czy język obliczeń statystycznych R. W ostatniej wersji Quantian (0.7.9.2 z marca 2006, opartej na Knoppiksie 4.0.2) została dodana obsługa protokołu comedi, służącego do współpracy ze sprzętem pomiarowym, system informacji geograficznej GRASS, LyX itd. Ma możliwość pracy w klastrach, co jest korzystne przy złożonych obliczeniach matematycznych.
Rozwój dystrybucji zamarł w 2006 roku.